# Disa alticola
Disa alticola är en orkidéart som beskrevs av Hans Peter Linder. Disa alticola ingår i släktet Disa och familjen orkidéer.
Artens utbredningsområde är Mpumalanga. Inga underarter finns listade i Catalogue of Life.